# Riki Brand-Bekker
Riki Brand-Bekker (Vlissingen, 21 oktober 1877 – aldaar, 8 augustus 1946) was een Nederlands orkestleidster.

## Familie
Zij werd geboren als Hendrika Bekker in een muzikale familie:
- opa Okko Jacobus Bekker (1817-1904) was stadsmuziekmeester in Vlissingen
- vader Roelof Bekker was muziekonderwijzer in Vlissingen en ook enige tijd leider van een muziekgezelschap; moeder was Sara Arietta van Gelder
- zuster Maria Geertruida Bekker was muzieklerares in Middelburg
- zuster Petronella Johanna Bekker was muzieklerares in onder meer Venlo
- broer Okko Jacobus Bekker (1881-1947) werd cellist in Hamburg van het Carl Schultz Theater
- zuster Sara Arietta Bekker gaf les in Leiden, was orkestleidster (orkest Höfelein-Bekker) en muziekonderwijzeres

Zijzelf trouwde met Jacob Teunis Brand, toen muzikant, later gemeente-opzichter.

## Muziekleven
Haar eerste muzieklessen kreeg ze van haar vader. Ze werd als opvolgster van haar zuster Sara Arietta leidster van een aantal orkesten, dat geheel of voornamelijk uit vrouwen bestond. Zo stond ze op nieuwjaarsdag tot oktober 1912 voor het ensemble Het Hollandsch Elite Dames-Orkest Zeelandia en De Dameskapel in Zeeuwsch Costuum in de concertzaal van De Nieuwe Karseboom aan het Rembrandtplein in Amsterdam. Zeelandia heeft daarbij geconcerteerd tot Groningen aan toe. In 1913 was ze weer terug in De Nieuwe Karseboom, dan nog slechts een café. Vervolgens was ze enige tijd huisartiest van café Suisse in Arnhem en de concertzaal van hotel De Vereeniging in Rotterdam. In 1917 na weer een aantal optredens in De Nieuwe Karseboom was het orkest uitgegroeid tot vierentwintig musici. Ze kon daarmee een aantal avonden vullen in het Gebouw voor de Kunsten en Wetenschap in Rotterdam. Eind 1918 was ze in Middelburg voor een aantal optredens in sociëteit De Vergenoeging. Het werd daarna enige tijd stil, maar in 1926 dook haar naam opnieuw op, nu als leider van de Vlissingsche Orkestvereeniging. Vanaf 1933 verdween ze van het podium, maar gaf nog wel muzieklessen.